# Moxby
Moxby – przysiółek w Anglii, w North Yorkshire. Leży 19,8 km na zachód od miasta Malton, 14,9 km od miasta York i 294,9 km na północny wschód od Londynu. W latach 1870–1872 miejscowość liczyła 202 mieszkańców. Moxby jest wspomniana w Domesday Book (1086) jako Molscebi/Molzbi.